# Aachtopf

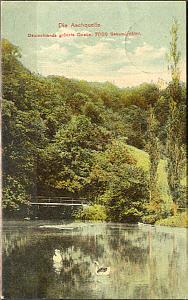
Aachtopf 1910

El Aachtopf es el naciente natural más grande de Alemania. Produce una cantidad aproximada de 8500 litros por segundo y es de donde se obtiene la mayor parte del agua mineral del país. La producción varía según la temporada y la temperatura. El Aachtopf es una naciente de un karst topográfico el cual se localiza en el suroeste de la Jura de Suabia, cerca del pueblo de Aach. 
El nombre de Aachtopf se compone de Aach (que significa agua en Antiguo Alto Alemán), el nombre del río proviene de la naciente del mismo nombre. Topf se puede traducir como Plato hondo y es comúnmente utilizado en Alemania para las nacientes de agua con una forma similar al de un plato hondo. La corriente del Aachtopf corre en dirección sur al río Constance, el cual descomboca en el Rhine.

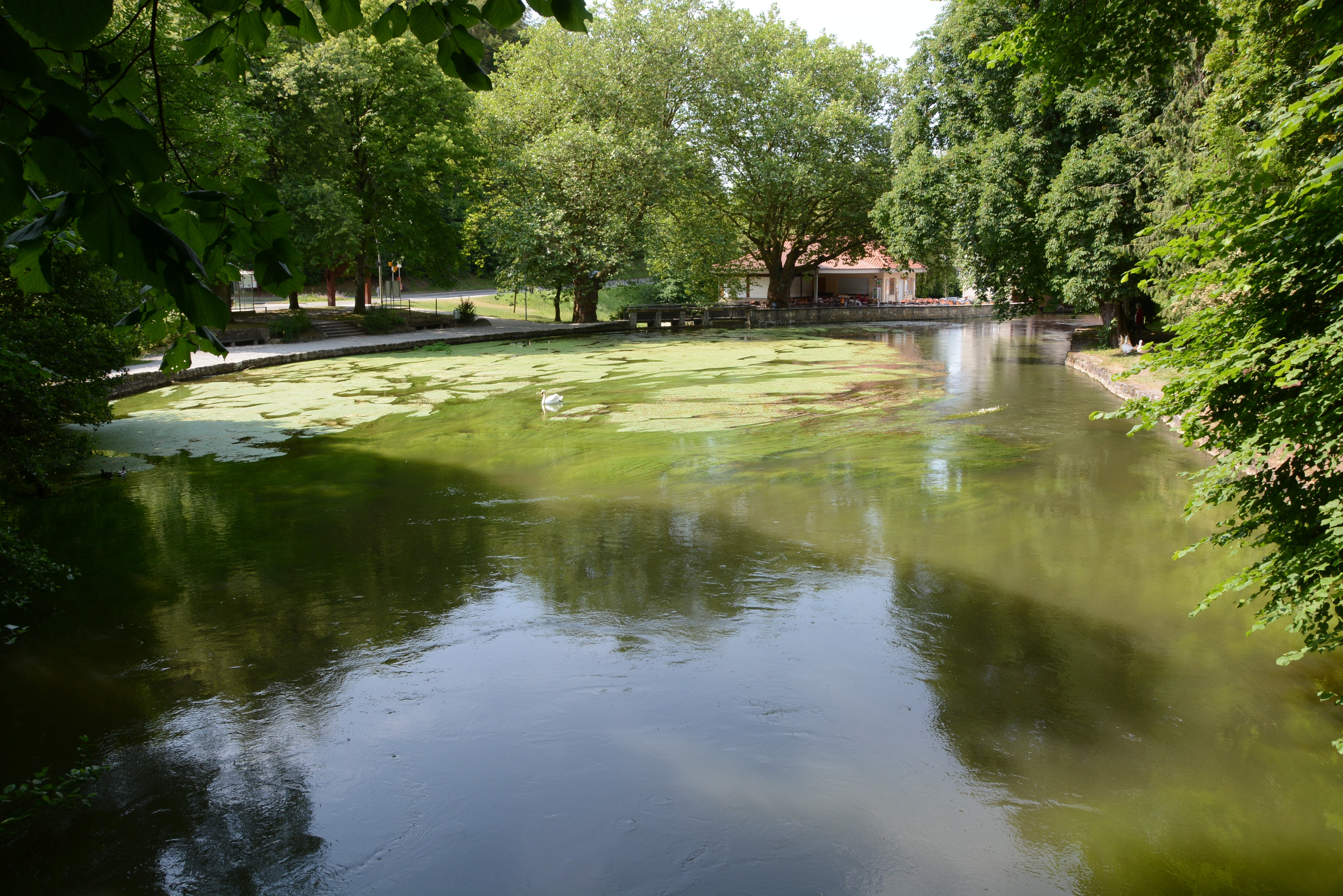

La naciente delimita el fin de una cadena de grutas que transporta agua desde la parte oeste de la Jura de Suabia. La mayor parte del agua se deriva del río Danubio y es llevada a través de una corriente que desaparece en el Sumidero del Danubio cerca de Immendingen y Fridingen. 
Extrañamente el Danubio corre al este hacia el Mar negro, en donde el Rín corre hacia el norte al Mar del norte. Por lo tanto el agua del Aachtopf converge una división de distintas corrientes de agua en Europa continental. Esto es una característica común topográfica del karst. 
La naciente del karst está conectada a una enorme gruta, que conlleva en dirección al norte, que está completamente llena de agua. La primera exploración de la gruta fue hecha por Jochen Hasenmayer, un famoso explorador alemán de cavernas acuáticas. Desafortunadamente, un grupo de rocas bloquea la caverna después de unos cientos de metros. Es probable que la caverna se continúe por algunos cuantos kilómetros más allá de la zona bloqueada. Un club local de exploradores de cavernas se formó para encontrar este "segmento de la caverna perdido" excavando a través del área bloqueada. Sin embargo hasta ahora dicha continuación no ha sido encontrada.
Aachtopf es un destino romántico favorito muy visitado en vacaciones. No es posible visitar la caverna ya que se encuentra bajo el agua y sumergirse sin el equipo necesario es extremadamente peligroso.

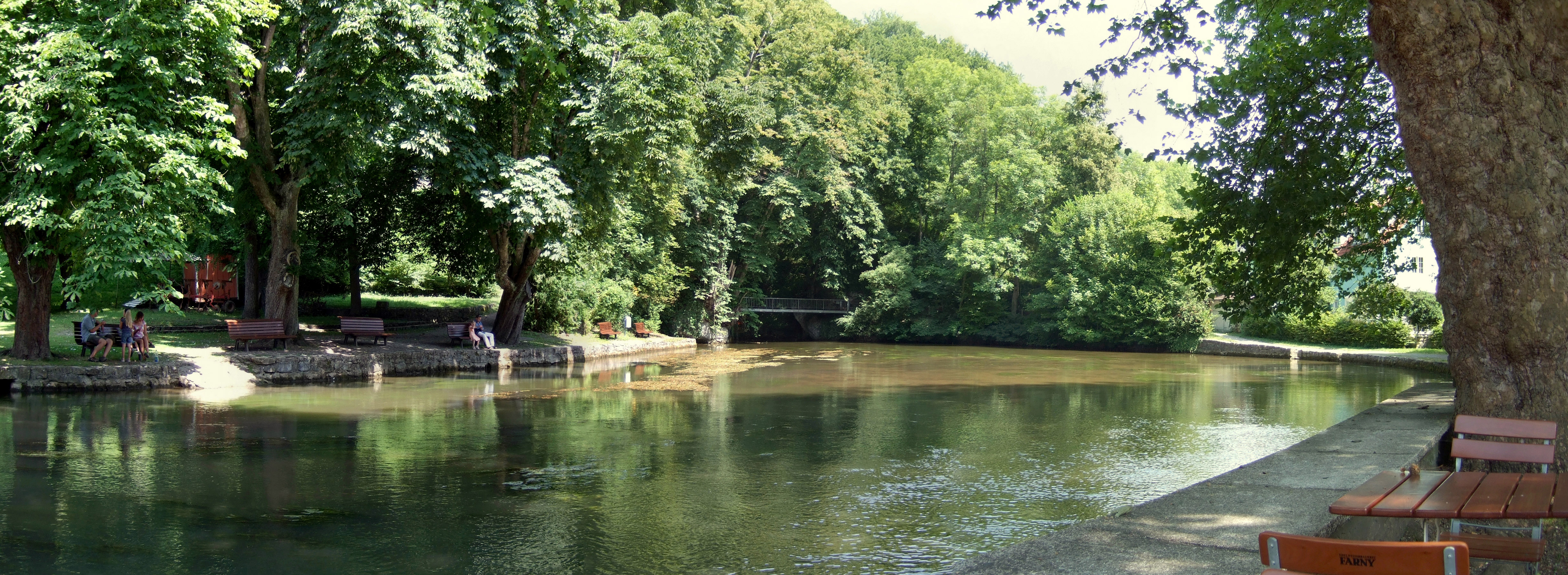
Panorama